# Olympische Sommerspiele 2016/Teilnehmer (Finnland)
| Gelbes Symbol für Goldmedaillen mit stilisierten Olympischen Ringen | Graues Symbol für Silbermedaillen mit stilisierten Olympischen Ringen | Braundes Symbol für Bronzemedaillen mit stilisierten Olympischen Ringen |
| ------------------------------------------------------------------- | --------------------------------------------------------------------- | ----------------------------------------------------------------------- |
| —                                                                   | —                                                                     | 1                                                                       |

Finnland nahm an den Olympischen Spielen 2016 in Rio de Janeiro teil. Es war die insgesamt 25. Teilnahme an Olympischen Sommerspielen.

## Teilnehmer nach Sportarten

### Badminton
| Athleten     | Wettbewerb | Gruppenphase                   | Gruppenphase                      | Gruppenphase | Gruppenphase | Achtelfinale  | Achtelfinale  | Viertelfinale | Viertelfinale | Halbfinale    | Halbfinale    | Finale        | Finale        | Rang |
| Athleten     | Wettbewerb | Gegner                         | Ergebnis                          | Punkte       | Rang         | Gegner        | Ergebnis      | Gegner        | Ergebnis      | Gegner        | Ergebnis      | Gegner        | Ergebnis      | Rang |
| ------------ | ---------- | ------------------------------ | --------------------------------- | ------------ | ------------ | ------------- | ------------- | ------------- | ------------- | ------------- | ------------- | ------------- | ------------- | ---- |
| Frauen       |            |                                |                                   |              |              |               |               |               |               |               |               |               |               |      |
| Nanna Vainio | Einzel     | Carolina Marín Line Kjærsfeldt | 0:2 (6:21, 4:21) 0:2 (9:21, 8:21) | 27:84        | 3/3          | ausgeschieden | ausgeschieden | ausgeschieden | ausgeschieden | ausgeschieden | ausgeschieden | ausgeschieden | ausgeschieden |      |

### Bogenschießen
| Athleten      | Wettbewerb | Qualifikation | Qualifikation | 1. Runde      | 1. Runde      | 2. Runde      | 2. Runde      | Achtelfinale  | Achtelfinale  | Viertelfinale | Viertelfinale | Halbfinale    | Halbfinale    | Finale        | Finale        | Rang |
| Athleten      | Wettbewerb | Ringe         | Rang          | Gegner        | Ergebnis      | Gegner        | Ergebnis      | Gegner        | Ergebnis      | Gegner        | Ergebnis      | Gegner        | Ergebnis      | Gegner        | Ergebnis      | Rang |
| ------------- | ---------- | ------------- | ------------- | ------------- | ------------- | ------------- | ------------- | ------------- | ------------- | ------------- | ------------- | ------------- | ------------- | ------------- | ------------- | ---- |
| Frauen        |            |               |               |               |               |               |               |               |               |               |               |               |               |               |               |      |
| Taru Kuoppa   | Einzel     | 643           | 14            | San Yu Htwe   | 3:7 (129:132) | ausgeschieden | ausgeschieden | ausgeschieden | ausgeschieden | ausgeschieden | ausgeschieden | ausgeschieden | ausgeschieden | ausgeschieden | ausgeschieden | 33   |
| Männer        |            |               |               |               |               |               |               |               |               |               |               |               |               |               |               |      |
| Samuli Piippo | Einzel     | 636           | 54            | Florian Floto | 0:6 (74:86)   | ausgeschieden | ausgeschieden | ausgeschieden | ausgeschieden | ausgeschieden | ausgeschieden | ausgeschieden | ausgeschieden | ausgeschieden | ausgeschieden | 33   |

### Boxen
| Frauen        |                         |                |     |              |     |            |     |               |               |        |
| Mira Potkonen | Leichtgewicht bis 60 kg | Adriana Araújo | 2:1 | Katie Taylor | 2:1 | Yin Junhua | 0:3 | ausgeschieden | ausgeschieden | Bronze |

### Gewichtheben
| Athleten           | Wettbewerb       | Reißen  | Reißen | Stoßen  | Stoßen | Zweikampf | Zweikampf | Rang |
| Athleten           | Wettbewerb       | Gewicht | Rang   | Gewicht | Rang   | Gewicht   | Rang      | Rang |
| ------------------ | ---------------- | ------- | ------ | ------- | ------ | --------- | --------- | ---- |
| Frauen             |                  |         |        |         |        |           |           |      |
| Anni Vuohijoki     | Klasse bis 63 kg | 85 kg   | 11     | 107 kg  | 10     | 192 kg    | 10        | 10   |
| Männer             |                  |         |        |         |        |           |           |      |
| Milko Olavi Tokola | Klasse bis 85 kg | 145 kg  | 18     | 175 kg  | 19     | 320 kg    | 19        | 19   |

### Golf
| Athleten        | Runde 1 (Par) | Runde 2 (Par) | Runde 3 (Par) | Runde 4 (Par) | Gesamt | Par | Rang |
| --------------- | ------------- | ------------- | ------------- | ------------- | ------ | --- | ---- |
| Frauen          |               |               |               |               |        |     |      |
| Noora Tamminen  | 73 (+2)       | 76 (+5)       | 72            | 74            | 295    | +11 | T48  |
| Ursula Wikström | 69 (−2)       | 71 (+0)       | 81            | 73            | 294    | +10 | T44  |
| Männer          |               |               |               |               |        |     |      |
| Mikko Ilonen    | 73 (+2)       | 69 (−2)       | 66 (−5)       | 73 (+2)       | 281    | −3  | T21  |
| Roope Kakko     | 72 (+1)       | 76 (+5)       | 68 (−3)       | 70 (−1)       | 286    | +2  | T43  |

### Judo
| Athleten      | Wettbewerb | 1. Runde       | 1. Runde    | 2. Runde      | 2. Runde      | Viertelfinale | Viertelfinale | Halbfinale / Trostrunde | Halbfinale / Trostrunde | Finale / Platz 3 | Finale / Platz 3 | Rang |
| Athleten      | Wettbewerb | Gegner         | Ergebnis    | Gegner        | Ergebnis      | Gegner        | Ergebnis      | Gegner                  | Ergebnis                | Gegner           | Ergebnis         | Rang |
| ------------- | ---------- | -------------- | ----------- | ------------- | ------------- | ------------- | ------------- | ----------------------- | ----------------------- | ---------------- | ---------------- | ---- |
| Männer        |            |                |             |               |               |               |               |                         |                         |                  |                  |      |
| Juho Reinvall | bis 60 kg  | T. Tsogtbaatar | 000s3:011s0 | ausgeschieden | ausgeschieden | ausgeschieden | ausgeschieden | ausgeschieden           | ausgeschieden           | ausgeschieden    | ausgeschieden    | 17   |

### Leichtathletik
Laufen und Gehen 
| Athleten | Wettbewerb       | Runde 1     | Runde 1 | Halbfinale    | Halbfinale    | Finale          | Finale          | Rang |
| Athleten | Wettbewerb       | Zeit        | Rang    | Zeit          | Rang          | Zeit            | Rang            | Rang |
| --- | ---------------- | ----------- | ------- | ------------- | ------------- | --------------- | --------------- | ---- |
| Frauen |                  |             |         |               |               |                 |                 |      |
| Anne-Mari Hyryläinen | Marathon         | –           | –       | –             | –             | 2:39:02 h       | 51              | 51   |
| Nooralotta Neziri | 100 m Hürden     | 12,88 s     | 15      | 13,04 s       | 18            | ausgeschieden   | ausgeschieden   | 18   |
| Sandra Eriksson | 3000 m Hindernis | 9:56,77 min | 47      | ausgeschieden | ausgeschieden | ausgeschieden   | ausgeschieden   | 47   |
| *Johanna Peiponen war für das 10 km Rennen der Damen qualifiziert, musste ihre Teilnahme an Olympia auf Grund einer Verletzung jedoch absagen. |                  |             |         |               |               |                 |                 |      |
| Männer |                  |             |         |               |               |                 |                 |      |
| Aleksi Ojala | 50-km-Gehen      | –           | –       | –             | –             | disqualifiziert | disqualifiziert | –    |
| Aku Partanen | 50-km-Gehen      | –           | –       | –             | –             | aufgegeben      | aufgegeben      | –    |
| Jarkko Kinnunen | 50-km-Gehen      | –           | –       | –             | –             | 3:55:43 h       | 23              | 23   |
| Oskari Mörö | 400 m Hürden     | 49,04 s     | 13      | 49,75 s       | 20            | ausgeschieden   | ausgeschieden   | 20   |

 Springen und Werfen 
| Athleten         | Wettbewerb     | Qualifikation | Qualifikation | Finale        | Finale        | Rang |
| Athleten         | Wettbewerb     | Weite/Höhe    | Rang          | Weite/Höhe    | Rang          | Rang |
| ---------------- | -------------- | ------------- | ------------- | ------------- | ------------- | ---- |
| Frauen           |                |               |               |               |               |      |
| Linda Sandblom   | Hochsprung     | 1,89 m        | 26            | ausgeschieden | ausgeschieden | 26   |
| Wilma Murto      | Stabhochsprung | 4,30 m        | 24            | ausgeschieden | ausgeschieden | 24   |
| Minna Nikkanen   | Stabhochsprung | 4,55 m        | 13            | ausgeschieden | ausgeschieden | 13   |
| Kristiina Mäkelä | Dreisprung     | 14,24 m       | 5             | 13,95 m       | 12            | 12   |
| Sanni Utriainen  | Speerwurf      | 53,42 m       | 31            | ausgeschieden | ausgeschieden | 31   |
| Männer           |                |               |               |               |               |      |
| David Söderberg  | Hammerwurf     | 74,64 m       | 7             | 74,61 m       | 8             | 8    |
| Antti Ruuskanen  | Speerwurf      | 82,20 m       | 11            | 83,05 m       | 6             | 6    |
| Tero Pitkämäki   | Speerwurf      | 79,56 m       | 21            | ausgeschieden | ausgeschieden | 21   |
| Ari Mannio       | Speerwurf      | 77,73 m       | 27            | ausgeschieden | ausgeschieden | 27   |

### Radsport

#### Straße
| Athleten      | Wettbewerb       | Zeit         | Rang |
| ------------- | ---------------- | ------------ | ---- |
| Frauen        |                  |              |      |
| Lotta Lepistö | Straßenrennen    | 4:03:34 h    | 51   |
| Lotta Lepistö | Einzelzeitfahren | 47:06,52 min | 17   |

### Reiten
| Vielseitigkeit                   |            |                     |                     |                      |                      |                    |      |
| Athleten                         | Wettbewerb | Minuspunkte Dressur | Minuspunkte Gelände | Minuspunkte Springen | Minuspunkte Springen | Minuspunkte Gesamt | Rang |
| Elmo Jankari mit Duchess Desiree | Einzel     | 48,00               | 42,80               | 4,00                 | 6,00                 | 100,80             | 31   |

### Ringen
| Athleten                         | Wettbewerb       | 1. Runde | 1. Runde | Achtelfinale      | Achtelfinale | Viertelfinale       | Viertelfinale | Halbfinale    | Halbfinale    | Hoffnungsrunde Viertelfinale | Hoffnungsrunde Viertelfinale | Hoffnungsrunde Halbfinale | Hoffnungsrunde Halbfinale | Hoffnungsrunde Finale | Hoffnungsrunde Finale | Finale        | Finale        | Rang |
| Athleten                         | Wettbewerb       | Gegner   | Ergebnis | Gegner            | Ergebnis     | Gegner              | Ergebnis      | Gegner        | Ergebnis      | Gegner                       | Ergebnis                     | Gegner                    | Ergebnis                  | Gegner                | Ergebnis              | Gegner        | Ergebnis      | Rang |
| -------------------------------- | ---------------- | -------- | -------- | ----------------- | ------------ | ------------------- | ------------- | ------------- | ------------- | ---------------------------- | ---------------------------- | ------------------------- | ------------------------- | --------------------- | --------------------- | ------------- | ------------- | ---- |
| Freistil Frauen                  |                  |          |          |                   |              |                     |               |               |               |                              |                              |                           |                           |                       |                       |               |               |      |
| Petra Olli                       | Klasse bis 58 kg | Freilos  | Freilos  | Aminat Adeniyi    | 3:1          | Aissuluu Tynybekowa | 1:3           | ausgeschieden | ausgeschieden | ausgeschieden                | ausgeschieden                | ausgeschieden             | ausgeschieden             | ausgeschieden         | ausgeschieden         | ausgeschieden | ausgeschieden | 10   |
| griechisch-römischer Stil Männer |                  |          |          |                   |              |                     |               |               |               |                              |                              |                           |                           |                       |                       |               |               |      |
| Tero Välimäki                    | Klasse bis 66 kg | Freilos  | Freilos  | Schmagi Bolkwadse | 0:3          | ausgeschieden       | ausgeschieden | ausgeschieden | ausgeschieden | ausgeschieden                | ausgeschieden                | ausgeschieden             | ausgeschieden             | ausgeschieden         | ausgeschieden         | ausgeschieden | ausgeschieden | 15   |
| Rami Hietaniemi                  | Klasse bis 85 kg | Freilos  | Freilos  | Amer Hrustanovic  | 1:3          | ausgeschieden       | ausgeschieden | ausgeschieden | ausgeschieden | ausgeschieden                | ausgeschieden                | ausgeschieden             | ausgeschieden             | ausgeschieden         | ausgeschieden         | ausgeschieden | ausgeschieden | 11   |

### Schießen
| Athleten            | Wettbewerb | Qualifikation   | Qualifikation | Finale          | Finale        | Ringe/ Scheiben | Rang |
| Athleten            | Wettbewerb | Ringe/ Scheiben | Rang          | Ringe/ Scheiben | Rang          | Ringe/ Scheiben | Rang |
| ------------------- | ---------- | --------------- | ------------- | --------------- | ------------- | --------------- | ---- |
| Frauen              |            |                 |               |                 |               |                 |      |
| Satu Mäkelä-Nummela | Trap       | 66              | 10            | ausgeschieden   | ausgeschieden | 66              | 10   |
| Männer              |            |                 |               |                 |               |                 |      |
| Vesa Törnroos       | Trap       | 116             | 11            | ausgeschieden   | ausgeschieden | 116             | 11   |

### Schwimmen
| Athleten                                                             | Wettbewerb              | Vorlauf     | Vorlauf | Halbfinale    | Halbfinale    | Finale        | Finale        | Rang |
| Athleten                                                             | Wettbewerb              | Zeit        | Rang    | Zeit          | Rang          | Zeit          | Rang          | Rang |
| -------------------------------------------------------------------- | ----------------------- | ----------- | ------- | ------------- | ------------- | ------------- | ------------- | ---- |
| Frauen                                                               |                         |             |         |               |               |               |               |      |
| Jenna Laukkanen                                                      | 100 m Brust             | 1:07,35 min | 14      | ausgeschieden | ausgeschieden | ausgeschieden | ausgeschieden | 14   |
| Jenna Laukkanen                                                      | 200 m Brust             | 2:25,52 min | 14      | 2:25,14 min   | 14            | ausgeschieden | ausgeschieden | 14   |
| Mimosa Jallow                                                        | 100 m Rücken            | 1:01,58 min | 24      | ausgeschieden | ausgeschieden | ausgeschieden | ausgeschieden | 24   |
| Tanja Kylliäinen                                                     | 200 m Lagen             | 2:14,97 min | 25      | ausgeschieden | ausgeschieden | ausgeschieden | ausgeschieden | 25   |
| Tanja Kylliäinen                                                     | 400 m Lagen             | 4:45,33 min | 25      | ausgeschieden | ausgeschieden | ausgeschieden | ausgeschieden | 25   |
| Emilia Pikkarainen Hanna-Maria Seppälä Jenna Laukkanen Mimosa Jallow | 4 × 100-m-Lagen-Staffel | 4:01,61 min | 11      | ausgeschieden | ausgeschieden | ausgeschieden | ausgeschieden | 11   |
| Männer                                                               |                         |             |         |               |               |               |               |      |
| Ari-Pekka Liukkonen                                                  | 50 m Freistil           | 22,25 s     | 23      | ausgeschieden | ausgeschieden | ausgeschieden | ausgeschieden | 23   |
| Ari-Pekka Liukkonen                                                  | 100 m Freistil          | 50,14 s     | 42      | ausgeschieden | ausgeschieden | ausgeschieden | ausgeschieden | 42   |
| Matias Koski                                                         | 200 m Freistil          | 1:47,40 min | 21      | ausgeschieden | ausgeschieden | ausgeschieden | ausgeschieden | 21   |
| Matias Koski                                                         | 400 m Freistil          | 3:55,57 min | 42      | ausgeschieden | ausgeschieden | ausgeschieden | ausgeschieden | 6    |
| Matti Mattsson                                                       | 100 m Brust             | 1:02,45 min | 38      | ausgeschieden | ausgeschieden | ausgeschieden | ausgeschieden | 38   |
| Matti Mattsson                                                       | 200 m Brust             | 2:10,09 min | 11      | 2:12,99 min   | 16            | ausgeschieden | ausgeschieden | 16   |

### Segeln
Fleet Race
| Athleten                          | Wettbewerb      | Qualifikation | Qualifikation | Medal Race    | Medal Race    | Punkte | Rang |
| Athleten                          | Wettbewerb      | Punkte        | Rang          | Punkte        | Rang          | Punkte | Rang |
| --------------------------------- | --------------- | ------------- | ------------- | ------------- | ------------- | ------ | ---- |
| Frauen                            |                 |               |               |               |               |        |      |
| Tuuli Petäjä                      | Windsurfen RS:X | 79            | 10            | 20            | 10            | 99     | 10   |
| Tuula Tenkanen                    | Laser           | 68,6          | 5             | 18            | 10            | 86,6   | 5    |
| Noora Ruskola Camilla Cedercreutz | 49er            | 154           | 17            | ausgeschieden | ausgeschieden | 154    | 17   |
| Männer                            |                 |               |               |               |               |        |      |
| Tapio Nirkko                      | Finn-Dinghy     | 107           | 15            | ausgeschieden | ausgeschieden | 107    | 15   |
| Kaarle Tapper                     | Laser           | 187           | 26            | ausgeschieden | ausgeschieden | 187    | 26   |
| Joonas Lindgren Niklas Lindgren   | 470er           | 123           | 15            | ausgeschieden | ausgeschieden | 123    | 15   |

### Taekwondo
| Athleten      | Wettbewerb       | Achtelfinale      | Achtelfinale | Viertelfinale    | Viertelfinale | Hoffnungsrunde Halbfinale | Hoffnungsrunde Halbfinale | Halbfinale    | Halbfinale    | Hoffnungsrunde Finale | Hoffnungsrunde Finale | Finale        | Finale        | Rang |
| Athleten      | Wettbewerb       | Gegner            | Ergebnis     | Gegner           | Ergebnis      | Gegner                    | Ergebnis                  | Gegner        | Ergebnis      | Gegner                | Ergebnis              | Gegner        | Ergebnis      | Rang |
| ------------- | ---------------- | ----------------- | ------------ | ---------------- | ------------- | ------------------------- | ------------------------- | ------------- | ------------- | --------------------- | --------------------- | ------------- | ------------- | ---- |
| Frauen        |                  |                   |              |                  |               |                           |                           |               |               |                       |                       |               |               |      |
| Suvi Mikkonen | Klasse bis 57 kg | Júlia Vasconcelos | 10:9         | Nikita Glasnovic | 4:7           | ausgeschieden             | ausgeschieden             | ausgeschieden | ausgeschieden | ausgeschieden         | ausgeschieden         | ausgeschieden | ausgeschieden | 9    |

### Tischtennis
| Athleten     | Wettbewerb | 1. Runde  | 1. Runde | 2. Runde       | 2. Runde | 3. Runde      | 3. Runde      | 4. Runde      | 4. Runde      | Viertelfinale | Viertelfinale | Halbfinale    | Halbfinale    | Finale        | Finale        | Rang |
| Athleten     | Wettbewerb | Gegner    | Ergebnis | Gegner         | Ergebnis | Gegner        | Ergebnis      | Gegner        | Ergebnis      | Gegner        | Ergebnis      | Gegner        | Ergebnis      | Gegner        | Ergebnis      | Rang |
| ------------ | ---------- | --------- | -------- | -------------- | -------- | ------------- | ------------- | ------------- | ------------- | ------------- | ------------- | ------------- | ------------- | ------------- | ------------- | ---- |
| Männer       |            |           |          |                |          |               |               |               |               |               |               |               |               |               |               |      |
| Benedek Oláh | Einzel     | Chen Feng | 4:1      | Jonathan Groth | 0:4      | ausgeschieden | ausgeschieden | ausgeschieden | ausgeschieden | ausgeschieden | ausgeschieden | ausgeschieden | ausgeschieden | ausgeschieden | ausgeschieden | 33   |

### Turnen

#### Gerätturnen
| Athleten     | Wettbewerb    | Boden  | Boden | Pauschenpferd | Pauschenpferd | Ringe  | Ringe | Sprung           | Sprung           | Barren | Barren | Reck   | Reck | Gesamt | Gesamt |
| Athleten     | Wettbewerb    | Punkte | Rang  | Punkte        | Rang          | Punkte | Rang  | Punkte           | Rang             | Punkte | Rang   | Punkte | Rang | Punkte | Rang   |
| ------------ | ------------- | ------ | ----- | ------------- | ------------- | ------ | ----- | ---------------- | ---------------- | ------ | ------ | ------ | ---- | ------ | ------ |
| Männer       |               |        |       |               |               |        |       |                  |                  |        |        |        |      |        |        |
| Oskar Kirmes | Qualifikation | 14,933 | 19    | 14,000        | 42            | 13,833 | 52    | nicht angetreten | nicht angetreten | 13,891 | 54     | 13,266 | 64   | 84,123 | 35     |

#### Rhythmische Sportgymnastik
| Athletinnen       | Wettbewerb       | Qualifikation | Qualifikation | Finale        | Finale        | Rang |
| Athletinnen       | Wettbewerb       | Punkte        | Rang          | Punkte        | Rang          | Rang |
| ----------------- | ---------------- | ------------- | ------------- | ------------- | ------------- | ---- |
| Frauen            |                  |               |               |               |               |      |
| Ekaterina Volkova | Mehrkampf Einzel | 67,515        | 21            | ausgeschieden | ausgeschieden | 21   |